# Повести и рассказы (Фёдор Самохин)
«Повести и рассказы» — сборник повестей и рассказов советского писателя Фёдора Самохина, выпущенный в 1988 году. Книгу составляют лучшие повести и рассказы, написанные автором за многие годы его творческой деятельности. В них ярко и убедительно повествуется о братской дружбе народов, о наших современниках, их труде и духовных качествах. Сборник приурочен к 70-летию писателя. В качестве рецензента издания выступил советский и киргизский учёный, кандидат филологических наук Александр Кацев. Тираж составил 12 тыс.
В книге размещены повести: «Чолпонбай» и «Мальчик из Сталинграда», рассказы: «Рекомендация», «Три острова» и «Необычная дружба».